# 1417 Walinskia
1417 Walinskia este un asteroid din centura principală, descoperit pe 1 aprilie 1937, de Karl Reinmuth.